# Cypress Mountain

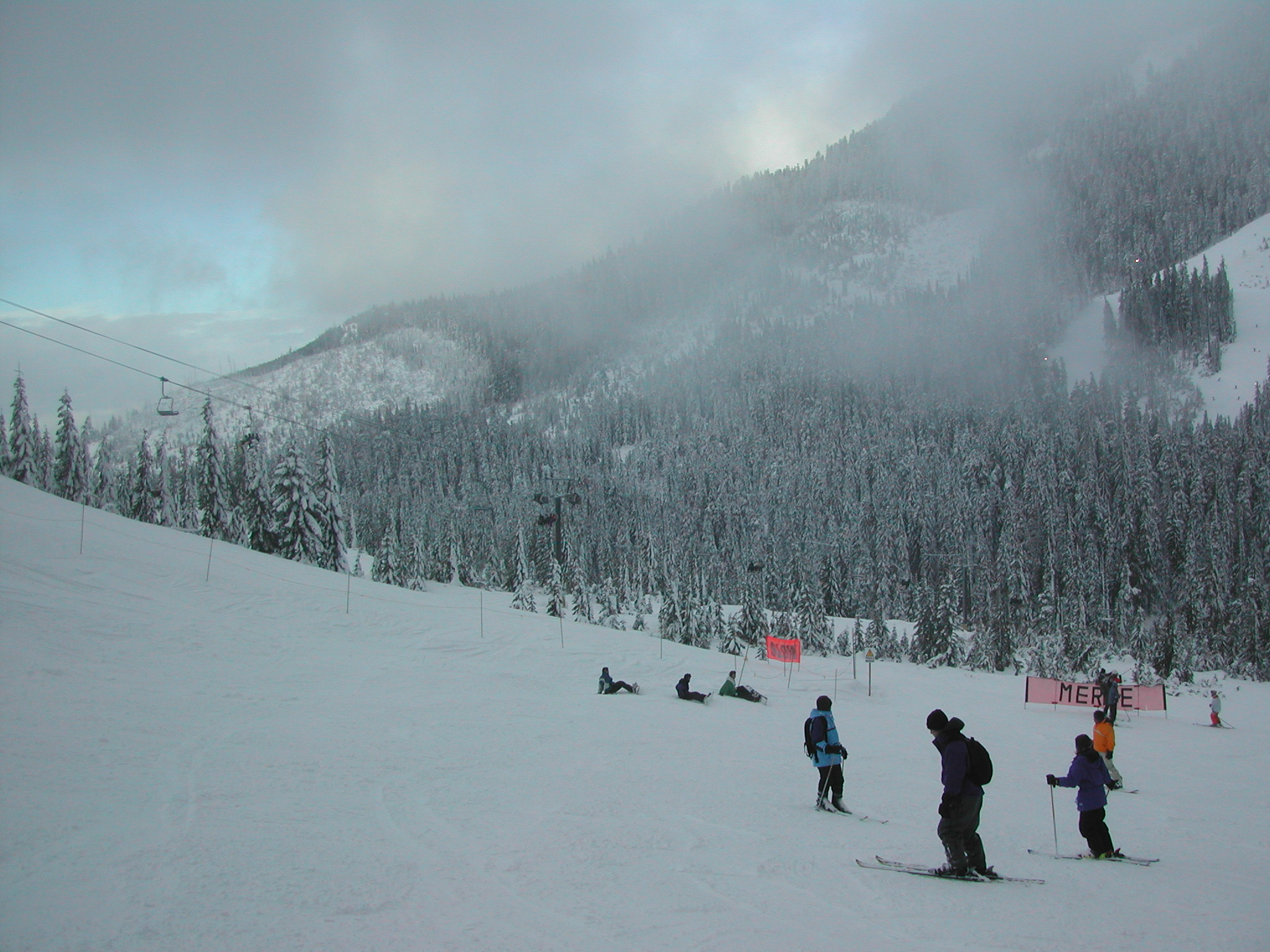
Skipiste op Cypress Mountain

Cypress Mountain is een wintersportgebied in de North Shore Mountains in de Canadese provincie Brits-Columbia.
Het gebied ligt ongeveer dertig kilometer ten noorden van Vancouver. De pistes en liften gaan naar de op 1454 meter hoogte gelegen Mount Strachan en de op 1193 meter hoogte gelegen Black Mountain. De langste piste is 4,1 kilometer. Ook is er 19 kilometer aan loipe.
Voor de Olympische winterspelen in 2010 is het gebied gebruikt voor het freestyleskiën en het snowboarden.